# 1177 Avenue of the Americas
1177 Avenue of the Americas alternativt Americas Tower är en skyskrapa som ligger utmed gatan Avenue of the Americas/Sixth Avenue på Manhattan i New York, New York i USA.
Byggnaden uppfördes 1992 som en fastighet för kontorsverksamhet. Den är 210,92 meter hög och har 50 våningar.